# Катафот
Катафо́т (др.-греч. κατα- «приставка со значением противодействия» + φῶς «свет»), световозвраща́тель, ретрорефле́ктор — устройство, предназначенное для отражения луча света в сторону источника с минимальным рассеиванием.
Световозвращение — процесс изменения направления луча на 180° с помощью двойного отражения. При световозвращении, в отличие от светоотражения, луч отражается дважды.

## История
Родиной изобретения катафота принято считать Великобританию.
Первое световозвращающее устройство было сконструировано Перси Шоу, английским дорожным рабочим.
Угловой катафот. Луч света падает на первое зеркало под произвольным углом α, отражается, падает на второе зеркало под углом β и снова отражается. Угол между зеркалами — 90°. Учитывая, что угол падения равен углу отражения и сумма острых углов в прямоугольном треугольнике равна α+β=90°, можно доказать параллельность приходящего и исходящего лучей.
Сферический катафот. Разворот луча на 180° обеспечивается изменением показателя преломления среды и однократным отражением.

## Конструкция
Световозвращатель может быть выполнен:
- в виде выпуклой правильной пирамиды;
- в виде тонкого полимерного листа (плёнки), обработанного особым образом. Обработка листа обеспечивает образование на его поверхности микроскопических пирамидок — уменьшенных копий уголкового отражателя;
- в виде световозвращающей полимерной ткани. Яркость отражённого света зависит от цвета ткани. Тёмные ткани поглощают больше света, светлые — больше отражают. Для большей износоустойчивости ткань могут запаивать в прозрачную полимерную (пластиковую) оболочку.

## Светоотражающие ленты
- Светоотражающие ткани используются как элемент одежды, обуви, рюкзаков и др. для повышения безопасности на дорогах в тёмное время суток.

Одежда повышенной видимости — это любая одежда, которая сильно люминесцирует в своем естественном цвете, который легко различим на любом фоне. Чаще всего её носят на туловище и в области рук. Правила охраны труда и техники безопасности часто требуют использования одежды повышенной видимости, поскольку это средство индивидуальной защиты. Доступно много цветов жилетов повышенной видимости, наиболее распространенными являются жёлто-зелёный и оранжевый. Цвета, отличные от жёлто-зелёного или оранжевого, могут не обеспечивать достаточной люминесценции.
Как средство индивидуальной защиты, светоотражающая одежда надевается для повышения видимости человека и предотвращения несчастных случаев, вызванных тем, что человек не виден. Её часто носят в профессиях, где опасные ситуации создаются движущимися транспортными средствами или в условиях низкой освещенности. К таким профессиям относятся железнодорожные и дорожные рабочие, работники аэропортов и аварийно-спасательных служб. В тёмное время суток пешеходы, велосипедисты, мотоциклисты, водители при ремонте автомобиля также должны использовать светоотражающую одежду для повышения своей видимости на дорогах.
Во многих странах наличие световозвращающего приспособления на пешеходе в тёмное время суток обязательно.
В России, согласно ПДД, с 1 июля 2015 год является обязательным ношение светоотражающих элементов пешеходами в тёмное время суток вне населённых пунктов, а в населённых пунктах оно рекомендовано. Цвет, форма, а для взрослой одежды — также площадь и расположение элементов законодательно не регламентированы. Отражающая способность, стойкость к различным воздействиям, химическая безопасность световозвращающих элементов для взрослой одежды регламентированы ГОСТ Р 57422-2017. Те же параметры, а также площадь и расположение элементов для детской одежды регламентированы ГОСТ Р 51835-2001.
Охотники должны носить светоотражающие жилеты для предотвращения их убийства во время коллективной охоты.
Светоотражающие ленты также клеют на автомобили, мотоциклы и скутеры и другие транспортные средства для лучшей видимости ночью.

## Использование катафотов
- Световозвращающие плёнки используются при изготовлении дорожных знаков.
- Катафоты применяют для обозначения габаритов транспортных средств.
- Катафоты используются в дорожной разметке (например, «кошачий глаз»).

Наиболее широко катафоты применяются на велосипедах, инвалидных колясках, мотоциклах и автотранспорте для обозначения габаритов,
- Знак аварийной остановки

Очень много катафотов используют для дорожных столбов и заграждений.

### Велосипеды
По правилам дорожного движения, белый катафот крепится спереди велосипеда, красный катафот сзади, жёлтые или оранжевые катафоты на колёса велосипеда, также оранжевые катафоты часто есть на педалях велосипеда.
- красный катафот, обычно крепится сзади велосипеда.
- Катафот, установленный на спицах велосипедного колеса.
- оранжевый катафот на педали велосипеда

### Инвалидные коляски
Инвалидные коляски используемые ночью могут иметь катафоты, для передвижения ночью можно и нужно использовать фонарики или фары и светоотражающие жилеты.